# Associazione Calcio Udinese 1946-1947
Questa voce raccoglie le informazioni riguardanti l'Associazione Calcio Udinese nelle competizioni ufficiali della stagione 1946-1947.

## Rosa
| N. |                   | Ruolo | Calciatore         |
| -- | ----------------- | ----- | ------------------ |
|    | Italia (bandiera) | D     | Luciano Berini     |
|    | Italia (bandiera) | A     | Antonio Bertoli    |
|    | Italia (bandiera) | P     | Francesco Biasatti |
|    | Italia (bandiera) | A     | Enore Boscolo      |
|    | Italia (bandiera) | A     | Bernardino Ciardi  |
|    | Italia (bandiera) | C     | Girolamo Coletti   |
|    | Italia (bandiera) | C     | Remo Costa         |
|    | Italia (bandiera) | A     | Vittorio De Paoli  |
|    | Italia (bandiera) | A     | Bruno Dal Bon      |
|    | Italia (bandiera) | A     | Walter D'Odorico   |
|    | Italia (bandiera) | D     | Glauco Ferron      |
|    | Italia (bandiera) | P     | Ramiro Gremese     |
|    | Italia (bandiera) | A     | Emilio Lorenzutti  |

| N. |                   | Ruolo | Calciatore          |
| -- | ----------------- | ----- | ------------------- |
|    | Italia (bandiera) | D     | Ardemio Marangoni   |
|    | Italia (bandiera) | A     | Gianni Mariot       |
|    | Italia (bandiera) | D     | Elio Martinis       |
|    | Italia (bandiera) | A     | Bruno Moro          |
|    | Italia (bandiera) | A     | Luigi Obuel         |
|    | Italia (bandiera) | D     | Gennarino Ottogalli |
|    | Italia (bandiera) | C     | Franco Peresani     |
|    | Italia (bandiera) | A     | Vittorio Pin        |
|    | Italia (bandiera) | C     | Silvano Pravisano   |
|    | Italia (bandiera) | D     | Ferruccio Silvestri |
|    | Italia (bandiera) | C     | Ludovico Tubaro     |
|    | Italia (bandiera) | A     | Mario Zanello       |
|    | Italia (bandiera) | C     | Dino Zarlatti       |

## Risultati

#### Girone di andata
| 1ª giornata | Prato | 1 – 0 | Udinese |  |

| 2ª giornata | Udinese | 1 – 1 | Verona |  |

| 3ª giornata | Siena | 0 – 0 | Udinese |  |

| 4ª giornata | Empoli | 1 – 0 | Udinese |  |

| 5ª giornata | Udinese | 1 – 0 | Pro Gorizia |  |

| 6ª giornata | Udinese | 3 – 0 | Cesena |  |

| 7ª giornata | Reggiana | 2 – 1 | Udinese |  |

| 8ª giornata | Udinese | 2 – 1 | Anconitana |  |

| 9ª giornata | Treviso | 1 – 1 | Udinese |  |

| 10ª giornata |  | – Turno di riposo UDINESE |  |  |

| 11ª giornata | Padova | 1 – 1 | Udinese |  |

| 12ª giornata | Udinese | 3 – 2 | Lucchese |  |

| 13ª giornata | Udinese | 0 – 0 | Piacenza |  |

| 14ª giornata | Forlì | 1 – 0 | Udinese |  |

| 15ª giornata | Pisa | 2 – 0 | Udinese |  |

| 16ª giornata | Cremonese | 2 – 1 | Udinese |  |

| 17ª giornata | Mestrina | 2 – 0 | Udinese |  |

| 18ª giornata | Udinese | 4 – 0 | Mantova |  |

| 19ª giornata | Suzzara | 0 – 0 | Udinese |  |

| 20ª giornata | SPAL | 0 – 0 | Udinese |  |

| 21ª giornata | Udinese | 1 – 0 | Parma |  |

#### Girone di ritorno
| 22ª giornata | Udinese | 1 – 1 | Prato |  |

| 23ª giornata | Verona | 3 – 1 | Udinese |  |

| 24ª giornata | Udinese | 1 – 1 | Siena |  |

| 25ª giornata | Udinese | 1 – 1 | Empoli |  |

| 26ª giornata | Pro Gorizia | 0 – 4 | Udinese |  |

| 27ª giornata | Cesena | 1 – 0 | Udinese |  |

| 28ª giornata | Udinese | 2 – 1 | Reggiana |  |

| 29ª giornata | Anconitana | 1 – 1 | Udinese |  |

| 30ª giornata | Udinese | 1 – 0 | Treviso |  |

| 31ª giornata |  | – Turno di riposo UDINESE |  |  |

| 32ª giornata | Udinese | 1 – 0 | Padova |  |

| 33ª giornata | Lucchese | 2 – 1 | Udinese |  |

| 34ª giornata | Piacenza | 1 – 0 | Udinese |  |

| 35ª giornata | Udinese | 4 – 0 | Forlì |  |

| 36ª giornata | Udinese | 0 – 0 | Pisa |  |

| 37ª giornata | Udinese | 1 – 3 | Cremonese |  |

| 38ª giornata | Udinese | 2 – 0 | Mestrina |  |

| 39ª giornata | Mantova | 3 – 1 | Udinese |  |

| 40ª giornata | Udinese | 4 – 3 | Suzzara |  |

| 41ª giornata | Udinese | 2 – 1 | SPAL |  |

| 42ª giornata | Parma | 3 – 0 | Udinese |  |